# Claudio Bincaz
Claudio Bincaz (San Isidro, 10 maggio 1897 – Buenos Aires, 8 novembre 1980) è stato un calciatore, rugbista a 15 e velista argentino.

## Caratteristiche tecniche
Giocava a calcio come ala sinistra.

## Carriera

### Calcio

#### Club
Nel 1915, compiuti i 18 anni, si iscrisse al Club Atlético de San Isidro. Si mise in evidenza nella sezione calcistica, ottenendo la convocazione in Nazionale già al secondo anno d'attività.

#### Nazionale
Bincaz partecipò al Campeonato Sudamericano de Football 1916, prima edizione del torneo, giocando la sua unica partita in Nazionale il 10 luglio 1916 contro il Brasile.

### Rugby a 15
Fu anche considerato un buon rugbista, tra i migliori della sua generazione; giocò per la sezione rugbistica del San Isidro.

### Vela
Si avvicinò alla pratica velistica ancora giovane, praticandola d'estate per alcuni anni; in seguito divenne timoniere, grazie alle sue doti di disciplina e tenacia che lo resero adatto a tale compito. Partecipò quindi ai Giochi di Berlino 1936, concorrendo nella Classe 6 metri e ottenendo un quarto posto con la squadra argentina. Nel 1947 vinse la regata Buenos Aires-Rio de Janeiro, guidando da timoniere la nave Alfard. Nel 1964 fu eletto presidente del Club Náutico de San Isidro, e mantenne l'incarico sino al luglio 1966, sostituito da Alberto Nazar Anchorena.